# Sinfonía en do mayor (Bizet)

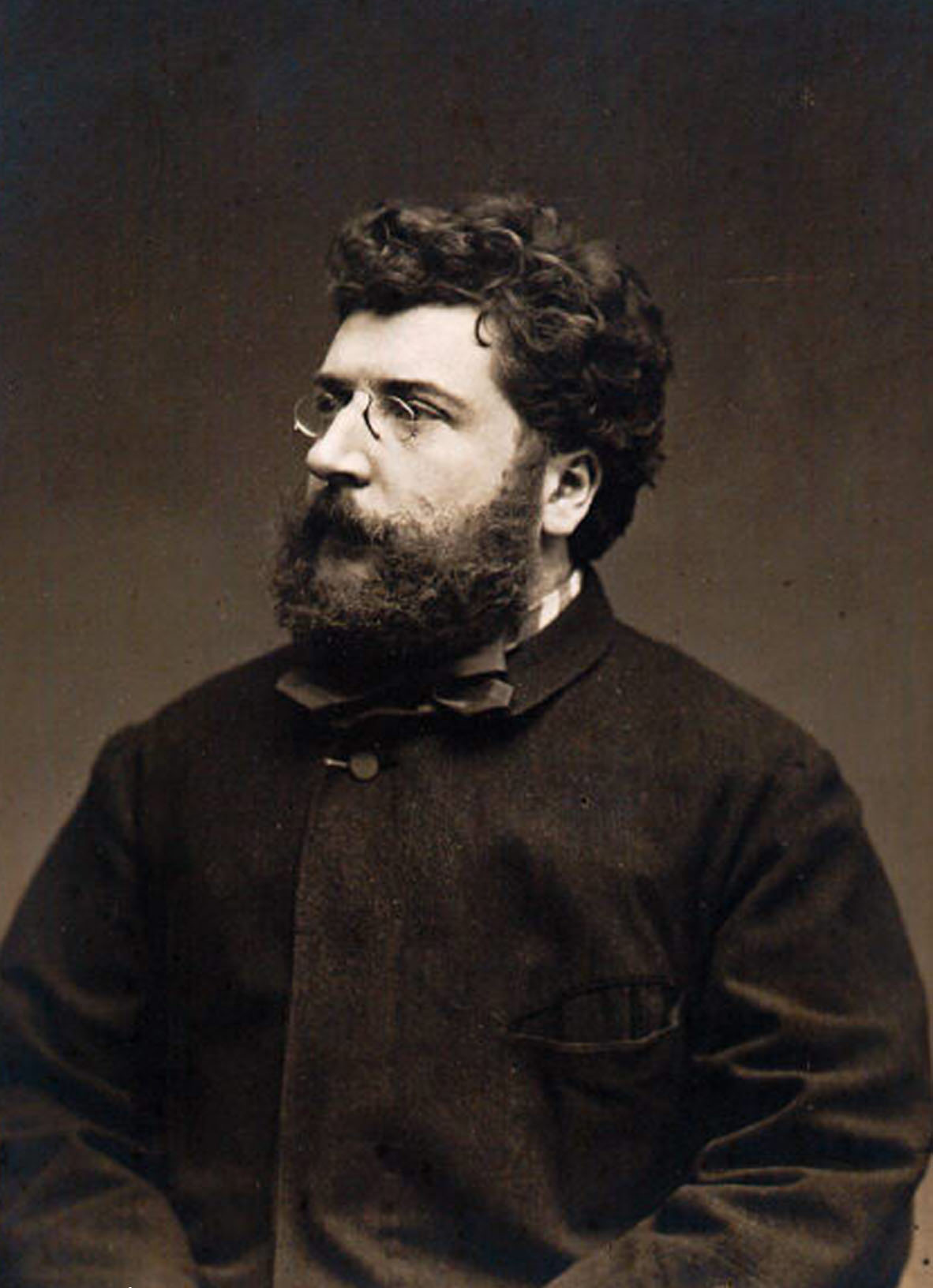
Georges Bizet (1838–1875)

La Sinfonía en do mayor es uno de los primeros trabajos del compositor francés Georges Bizet. De acuerdo al Diccionario de Grove, la sinfonía "revela un logrado talento extraordinario para un estudiante de 17 años de edad, en invención melódica, manejo temático y orquestación." Bizet comenzó a trabajar en la sinfonía el 29 de octubre de 1855, cuatro días después de cumplir los 17, y la finalizó más o menos un mes después. Fue escrita mientras estudiaba en el Conservatorio de París bajo la tutela del compositor Charles Gounod, y era obviamente una tarea estudiantil. Bizet no mostró interés aparente en que fuese ejecutada o publicada, y aunque utilizó algún material de la sinfonía en trabajos posteriores, la pieza jamás fue ejecutada en toda su vida. No existe mención de este trabajo en las cartas de Bizet, y era desconocida para sus primeros biógrafos. Su viuda, Geneviève Halévy (1849–1926), dio el manuscrito a Reynaldo Hahn, quien lo dejó junto a otros documentos en los archivos de la librería del conservatorio, donde fue encontrado en 1933 por Jean Chantavoine. Poco tiempo después, el primer biógrafo Inglés de Bizet, Douglas Charles Parker (1885–1970) mostró el manuscrito al director de orquesta Felix von Weingartner, quien hizo la primera presentación en Basel, Suiza, el 26 de febrero de 1935. La sinfonía fue inmediatamente aclamada como una obra maestra juvenil, comparable a la obertura El sueño de una noche de verano de Felix Mendelssohn, escrita más o menos a la misma edad, y rápidamente se convirtió en parte del repertorio Romántico habitual. La primera grabación fue hecha el 26 de noviembre de 1937, por la Orquesta Filarmónica de Londres, dirigida por Walter Goehr.

## Forma
Escrito para una orquesta convencional (sin trombones), el trabajo sigue muy de cerca la forma sinfónica clásica de cuatro movimientos. El primero y el último movimiento están en forma de sonata.
1. Allegro vivo
2. Andante. Adagio
3. Allegro vivace
4. Finale. Allegro vivace

## Historia

### Antecedentes
Existe una extendida suposición de que la sinfonía fue una tarea estudiantil, escrita hacia el final de los nueve años de estudio que realizó Bizet en el Conservatorio de París. En el conservatorio, Bizet fue influenciado de gran manera por Charles Gounod, cuyos trabajos en la primera mitad de la década de 1850 —que incluyen Sapho (1851), Ulysse (1852) y la Sinfonía No. 1 en D mayor (1855)— tuvieron un fuerte impacto en el joven compositor. Tal como Bizet pudo escribir después acerca de este período: "hace quince años [alrededor de 1855 o 1856], cuando solía decir que "Sapho y los coros de Ulysse son obras maestras", la gente se reía en mi cara. Yo tenía razón..." En 1855, con Gounod como su principal mentor, Bizet escribió sus primeras tres mayores composiciones: la ópera La maison du docteur, una obertura, y la Sinfonía en do mayor. Un año antes de que Bizet comenzara a componer su sinfonía, Gounod había escrito la suya propia (en D), compuesta al final de 1854 en respuesta a la tibia recepción de su ópera La nonne sanglante. La Sinfonía en D de Gounod se convirtió en una composición popular, ejecutándose en exclusiva al menos ocho veces en París en el transcurso de un año. Posteriormente, Bizet se dedicó a escribir una transcripción de dicho trabajo para dos pianos, uno de varios encargos para transcribir el trabajo de Gounod y que aceptó para poder obtener ingresos extra. La cercanía con el trabajo de su mentor se refleja en la similitud estilística de la sinfonía de Bizet con la de Gounod; esto mismo podría explicar también por qué Bizet decidió no publicarla.

### Ocultamiento
El hecho de que la Sinfonía nunca fue mencionada en la extensa correspondencia de Bizet, ignorándola durante toda su vida, ha dado pie a especulaciones acerca de los motivos que tuvo el compositor para ocultar la obra. De acuerdo con una correspondencia de 1938 de parte de su editor:
Antoine de Choudens, fundador de la Casa Editora y Editor de Bizet, tenía entre sus pertenencias la sinfonía juvenil de Bizet. Si nunca la publicó, fue porque el mismo Bizet se opuso a la idea, habiendo introducido en su obra Don Procopio un extracto de la sinfonía que él creyó adecuado para esta pieza teatral. Dicha pieza fue publicada por Choudens en 1905. Además, la viuda de G. Bizet, en respeto a la voluntad de su esposo, confirmó tales intenciones al editor. (Firmado por) Chevrier-Choudens.
Sin embargo, esta explicación fue rechazada por Shanet, quien argumentó que Bizet temía que su propia obra era muy similar a la de Gounod:
La probable razón de la renuencia de Bizet para publicar la Sinfonía en Do mayor fue ... [su susceptibilidad] sobre la imitación de ciertas características de la Sinfonía en Re de Gounod. El gran éxito de la pieza de Gounod debió estimular al joven para que copiara algunos de sus métodos, lo cual posteriormente lo desalentó a publicar o ejecutar su propia Sinfonía. Hay que recordar que la Sinfonía de Gounod fue, en ese entonces, una de las obras francesas más famosas de su tipo, y de la que precisamente Bizet tomó prestadas aquellas características que todos los demás habían notado y admirado.
Ya que no hay evidencia de una u otra cosa, los motivos que tuvo Bizet deberán permanecer conjeturales. Sin embargo, el género sinfónico no era popular entre los compositores franceses de la segunda mitad del siglo diecinueve, quienes prefirieron concentrarse más en sus esfuerzos a gran escala para la música teatral y de ópera. El mismo Gounod apuntó que "sólo existe una forma para que un compositor se vuelva de renombre - el escenario operístico". Este prejuicio contra la escritura formal sinfónica se arraigó dentro de la cultura del Conservatorio de París, donde se consideraba que la sinfonía debería ser (en el caso particular de Bizet) un mero ejercicio estudiantil en la ruta para enviar trabajos al Prix de Rome, el mayor premio que un joven compositor francés podía obtener. Tal como el destacado musicólogo Julien Tiersot apuntó en 1903:
En Francia [del siglo XIX] la sinfonía era considerada un ejercicio escolar, tanto que por mucho tiempo se produjo únicamente entre aquellos concursantes que eran "enviados a Roma". Parece que una sinfonía bien hecha era la prueba suprema del talento de los jóvenes compositores coronados por la Academia. ... Aunque claramente no tenía mayor importancia ni mayor significado artístico a los ojos del jurado. ... Gounod, y también Félicien David y Henri Reber, escribieron sinfonías durante su tiempo perdido, obras que hicieron justicia a la pureza de sus intenciones, aunque ninguna se conserva hasta ahora.
En vez de ello, tal como apuntó Tiersot, los esfuerzos franceses gravitaban alrededor del poema sinfónico, y el que Bizet llamó erróneamente Sinfonía Roma, fue un ejemplo vanguardista. Ciertamente, si su Sinfonía juvenil fue escrita en menos de un mes, la "Sinfonía" Roma le tomó años a Bizet, quien toda su vida quedó insatisfecho con la obra. A diferencia de la Sinfonía en Do Mayor, Bizet trató de infundir a su Sinfonía Roma más seriedad y peso temático. De ambas obras, es la composición estudiantil la que ha conseguido muchos más elogios críticos.
Según se da a entender en la correspondencia de Chevrier-Choudens de 1938, también pudo suceder que Bizet pensaba explotar su esfuerzo estudiantil como material para lo que él vio como composiciones más serias (incluyendo posiblemente dos sinfonías fallidas, escritas durante su permanencia en Roma). El tema melódico del movimiento lento reaparece en Los Pescadores de Perlas como introducción al aria de Nadir "De mon amie". Y también Bizet recicló la misma melodía en el trío del Minuet de L'alésienne. En ambos casos, Bizet conservó la misma partitura original para oboe. Según apuntó Chevrier-Choudens, Bizet también usó el segundo tema del final en el Acto I de Don Procopio. Finalmente, ya que sólo contaba con 36 años cuando murió, es muy probable que de seguir viviendo, tal vez decidiera publicar la obra posteriormente. En cualquier caso, la obra permaneció sin publicar, sin ejecutarse y desconocida al momento de fallecer Bizet, pasando a ser propiedad de su viuda, Geneviève Halévy.

### Redescubrimiento y popularidad póstuma
A pesar de que el primer biógrafo de Bizet, Douglas Charles Paker, es a quien la mayoría acredita como el que hizo que la sinfonía tuviera notoriedad pública, fue el musicólogo francés Jean Chantavoine el primero que reveló la existencia del trabajo en un artículo publicado en el periódico Le Ménestrel en 1933. Parker, a quien avisaron de su existencia, le informó a su vez al director de orquesta austríaco Felix Weingartner, siendo éste quien llevó a cabo el estreno en Basilea en 1935. El trabajo fue publicado el mismo año por la Firma Universal Edition.
Durante el breve período posterior a su publicación, el trabajo ha sido ampliamente ejecutado. El musicólogo John W. Klein, quien estuvo presente durante el estreno en Londres, encontró el trabajo "encantador" y "cautivador", un punto de vista que generalmente se ha ido repitiendo desde entonces. A pesar de ser una tarea estudiantil, muchos musicólogos encuentran que la sinfonía muestra un precoz intento de asirse a un lenguaje armónico y a un diseño, una sofisticación que ha atraído comparaciones con Haydn, Mozart, Mendelssohn, Schumann, Rossini, y Beethoven.

## Adaptaciones
George Balanchine compuso un ballet para la música, el cual llamó originalmente Le Palais de Cristal, y luego simplemente Sinfonía en C, presentado por primera vez por el Ballet de la Ópera de París en 1947.